# روبرت لوف (كاتب)
روبرت لوف (بالإنجليزية: Robert Love)‏ هو مهندس ومطور برمجيات ومؤلف ومبرمج وكاتب أمريكي، ولد في 1981 في فلوريدا في الولايات المتحدة.

## وصلات خارجية
- الموقع الرسمي